# Jacquemontia unilateralis
Jacquemontia unilateralis là một loài thực vật có hoa trong họ Bìm bìm. Loài này được (Roem. & Schult.) O'Donell mô tả khoa học đầu tiên năm 1950.